# 卡托维兹老车站

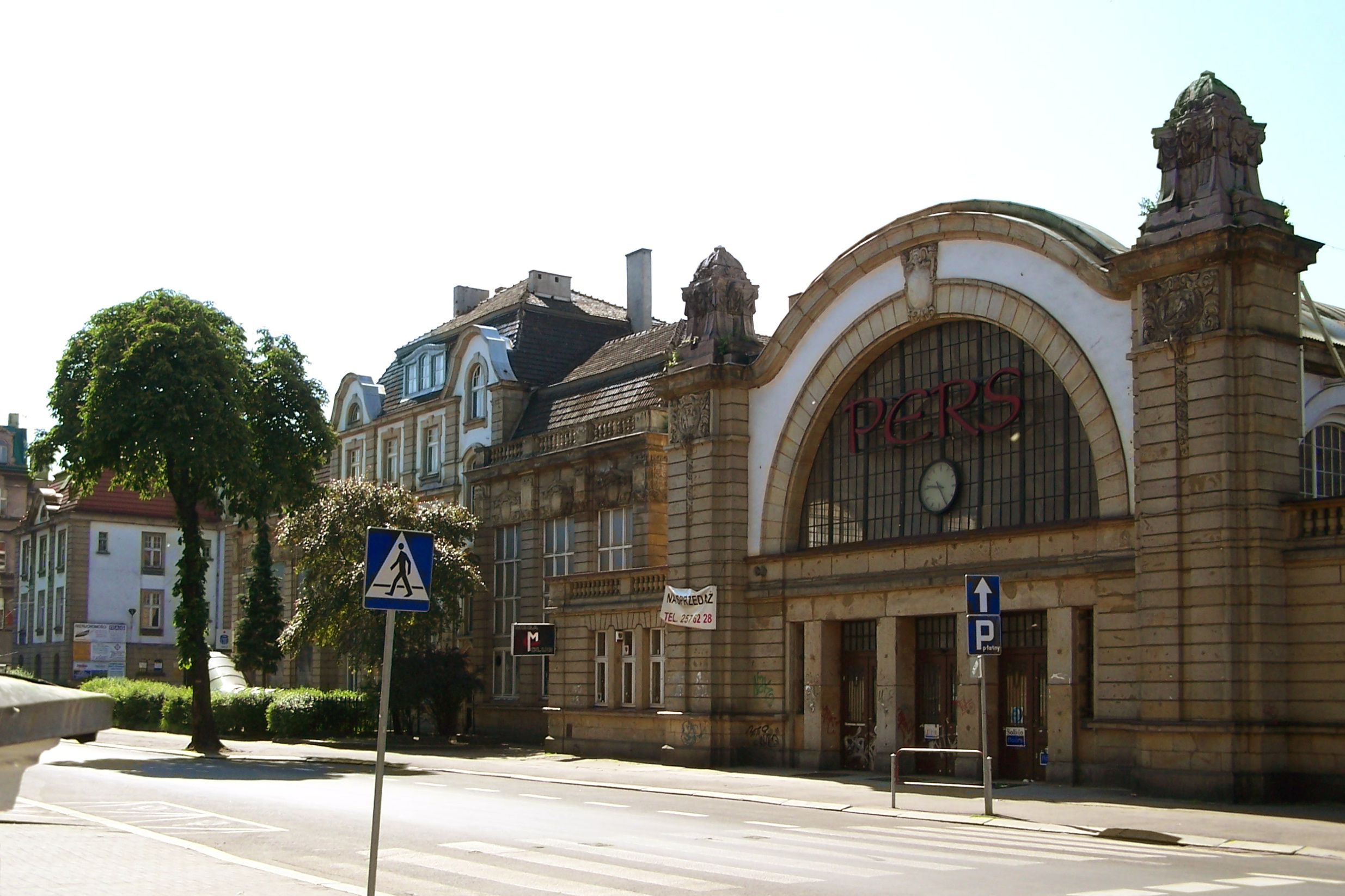

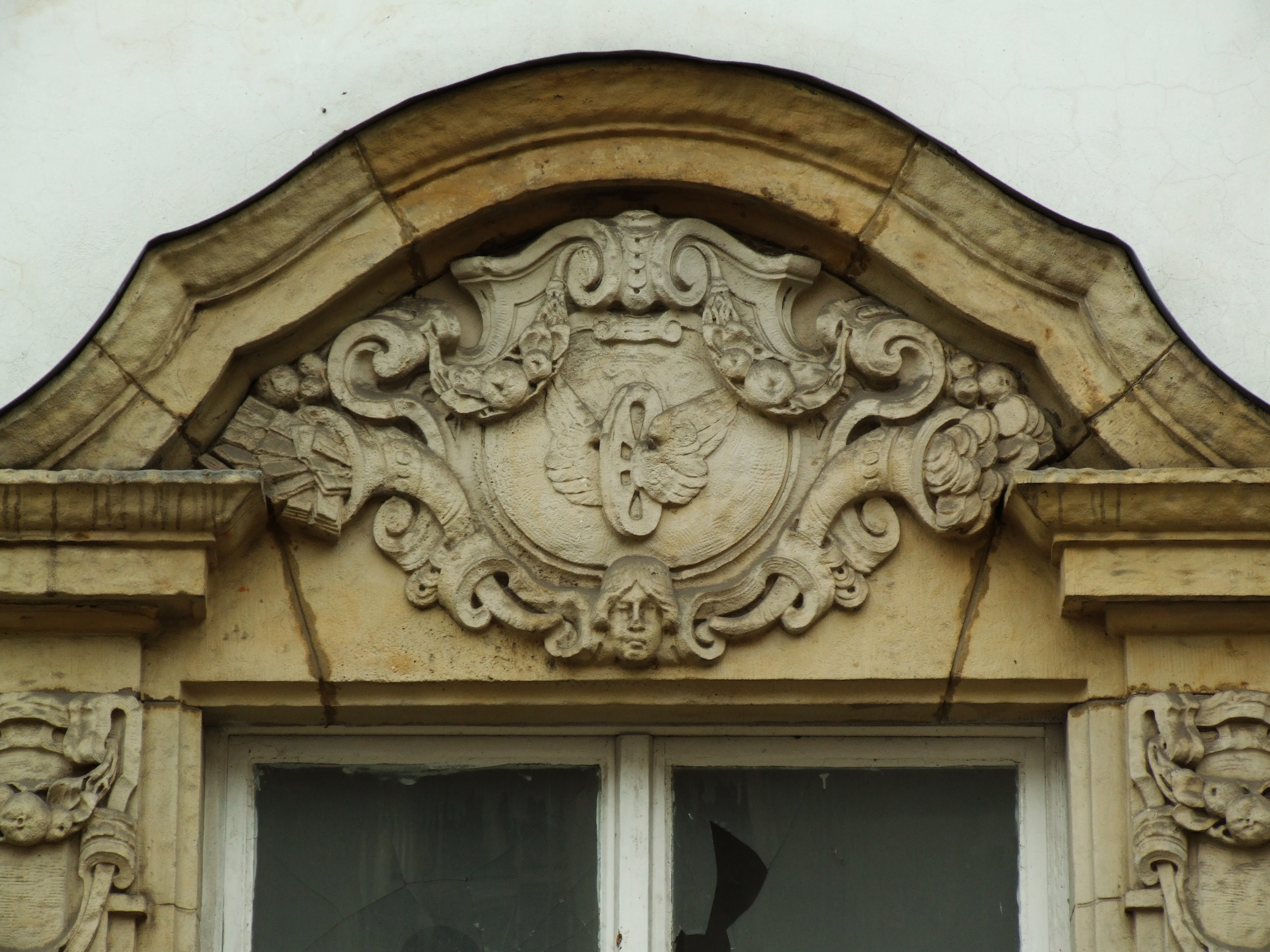
立面细部

卡托维兹老车站（波蘭語：Stary dworzec kolejowy w Katowicach）曾是西里西亚地区卡托维兹（现属波兰）的火车总站，建于1859年，经过多次重建和扩建，在第二次世界大战后被认为过时，于1972年退役，由新建的卡托维兹车站取代。三年后公布为国家遗产。它已部分毁坏，归一家私人开发商所有，计划翻修后开发成多功能中心。
车站融合了新古典主义建筑和复兴式建筑风格，被誉为“从建筑角度来看最有趣的欧洲火车站之一”。

## 历史
由上西里西亚铁路公司运营的上西里西亚铁路是今波兰境内的第一条铁路线。1842年，从布雷斯劳经奥劳延伸到布熱格。此后几年一直在稳步延伸，1846年通到卡托维兹和梅斯沃維采。此后不久，在1848年，布雷斯劳-上西里西亚铁路与华沙-维也纳国际铁路相连。。
卡托维兹车站设立于1846年10月7日。最初，该站只是用作过往列车的维修和再补给站；卡托维兹只是通往梅斯沃維采和其他铁路线的一个方便地点。但由于火车站的存在，卡托维茨很快变得越来越重要。随着巴尔顿钢铁厂和几座煤矿的扩建，卡托维兹迅速成为上西里西亚最重要的城市之一，在1865年获得了城市权。该城市不断发展，在第一次世界大战后成为波兰第二共和国的西里西亚自治省的省会。 这座具有代表性的新古典主义车站完成于1859年， 与迅速扩展的城市一起发展，突破了其最初的较小用途，扩大了规模
19世纪末，该车站分为客货两站，客运站仍在原处，而新设的货运站则设于现在的卡托维兹车站处。 1906年完成了复兴式建筑风格的大规模扩建与重建，这一年通常被称为车站完工的年份。 波兰文物名录也将该车站的日期定为这一年， 但另一些文献将1908年定为重建年。
第二次世界大战后，老车站被认为已过时，主要是因为火车站台的布局效率低下。新车站的建设始于20世纪50年代，老车站于1972年关闭，也就是新站启用的那一年。1975年，老车站公布为国家古迹，编号为“A1218/75”。此后，老车站年久失修，部分被毁，2007年以后由一家私人开发商拥有，计划将其翻修开发成多功能中心。由于卡托维兹居民的反对，重建工作一再拖延。这座历史建筑的废墟状态是卡托维兹现代史上最具争议的问题之一，新闻报道常会报道关注此事的公民时不时举行示威。